# 호주천
호주천(呼廚泉, ? ~ ?)은 중국 후한 말 남흉노의 선우(單于)이다. 강거(姜渠)의 아들이며 어부라(於夫羅)의 동생이다.
195년에 형 선우 어부라가 죽은 후, 선우가 된다. 어부라가 선우였던 시대에 흉노 세력으로서 조조(曹操)와 싸워 대패하여, 조조에게 귀순했다고 여겨지지만, 202년에는 조조에게 대항하여 반란을 일으켰다. 종요(鍾繇)의 군사에 패배하여 조조에게 투항했다.
216년 7월, 호주천이 입궐해 관직을 하사받음으로써 독립국으로서의 흉노는 소멸한다. 이후 호주천은 위(魏)의 수도인 업성으로 이사 가고, 조조는 흉노를 오부로 정리하여 그 땅은 좌도기왕(左屠耆王) 유표(劉豹)와 우도기왕(右屠耆王) 거비(去卑)가 다스리게 되었다.
220년, 조비(曹丕)가 위나라 황제가 되면서 재차 새수를 받았다.
304년에 흉노대선우를 자칭해 자립한 유연(劉淵)은 형 어부라의 손자이다.
「삼국지연의」에는 등장하지 않는다.

## 같이 보기
- 삼국지 인물 목록